# Halloville
Halloville ist eine französische Gemeinde mit 65 Einwohnern (Stand 1. Januar 2022) im Département Meurthe-et-Moselle in der Region Grand Est (vor 2016 Lothringen). Sie gehört zum Arrondissement Lunéville und zum Kanton Baccarat.

## Geografie
Die Gemeinde liegt etwa 52 Kilometer südöstlich von Nancy im Südosten des Départements Meurthe-et-Moselle. Weite Flächen der Gemeinde sind bewaldet. Nachbargemeinden sind Harbouey im Nordosten, Nonhigny im Osten, Montreux im Südosten, Ancerviller im Südwesten und Westen sowie Barbas im Nordwesten.

## Geschichte
In einem Vertrag von 1363 verkaufte der Herrscher aus dem Haus Habsburg die Hälfte der Gemeinde Halewiler dem Grafen von Salm. Dies war die erste Erwähnung der Gemeinde Halloville. Diese wurde somit im Hundertjährigen Krieg geteilt. Ein Teil der heutigen Gemeinde unterstand der Vogtei Vic und gehörte historisch zur Provinz Trois-Évêchés (Drei Bistümer), die faktisch 1552 an Frankreich fiel. Der andere Teil der Gemeinde gehörte rechtlich zur Vogtei Blâmont und somit zum Herzogtum Lothringen, das 1766 zu Frankreich kam. Bis zur Französischen Revolution lag die Gemeinde dann im Grand-gouvernement de Lorraine-et-Barrois. Im Dreißigjährigen Krieg wurde die Gemeinde völlig zerstört, kein Bewohner überlebte. Erst nach 1700 wurde Halloville wiederbesiedelt. In den beiden Weltkriegen kam es zu Zerstörungen. Im Ersten Weltkrieg führte ein deutscher Beschuss am 9. und 10. August 1914 zu starken Zerstörungen in der Gemeinde. Weitere Artillerieangriffe beider Seiten richteten Schäden an. Das Dorf wurde nach dem Ersten Weltkrieg statt auf der Anhöhe unten im Talgrund wiederaufgebaut. Von 1793 bis 1801 war die Gemeinde dem Distrikt Blâmont zugeteilt. Und von 1793 bis 2015 in den Kanton Blâmont eingegliedert. Seither ist sie Teil des Kantons Baccarat. Seit 1801 ist Halloville dem Arrondissement Lunéville zugeordnet. Die Gemeinde lag bis 1871 im alten Département Meurthe. 

## Bevölkerungsentwicklung
| Jahr                       | 1962 | 1968 | 1975 | 1982 | 1990 | 1999 | 2007 | 2019 |
| Einwohner                  | 80   | 81   | 75   | 62   | 63   | 59   | 65   | 66   |
| Quellen: Cassini und INSEE |      |      |      |      |      |      |      |      |

## Verkehr
Halloville liegt nahe an überregionalen Verkehrsverbindungen. Die Bahnstrecken sind weiter entfernt als überregionale Autobahnen. Die nächstgelegenen Haltestellen sind Igney-Avricourt an der Bahnstrecke Paris–Straßburg und Baccarat an der Bahnstrecke von Lunéville nach Saint-Dié-des-Vosges. Nur wenige Kilometer nördlich der Gemeinde führt die N4 vorbei. Der nächstgelegene Anschluss ist in Blâmont. Für den regionalen Verkehr ist die D20B wichtig, die durch das Dorf führt.

## Sehenswürdigkeiten
- Dorfkirche Saint-Georges; nach dem Ersten Weltkrieg wiederaufgebaut
- mehrere Lavoirs (Waschhäuser) und Dorfbrunnen
- zwei Wegkreuze
- Denkmal für die Gefallenen[2]

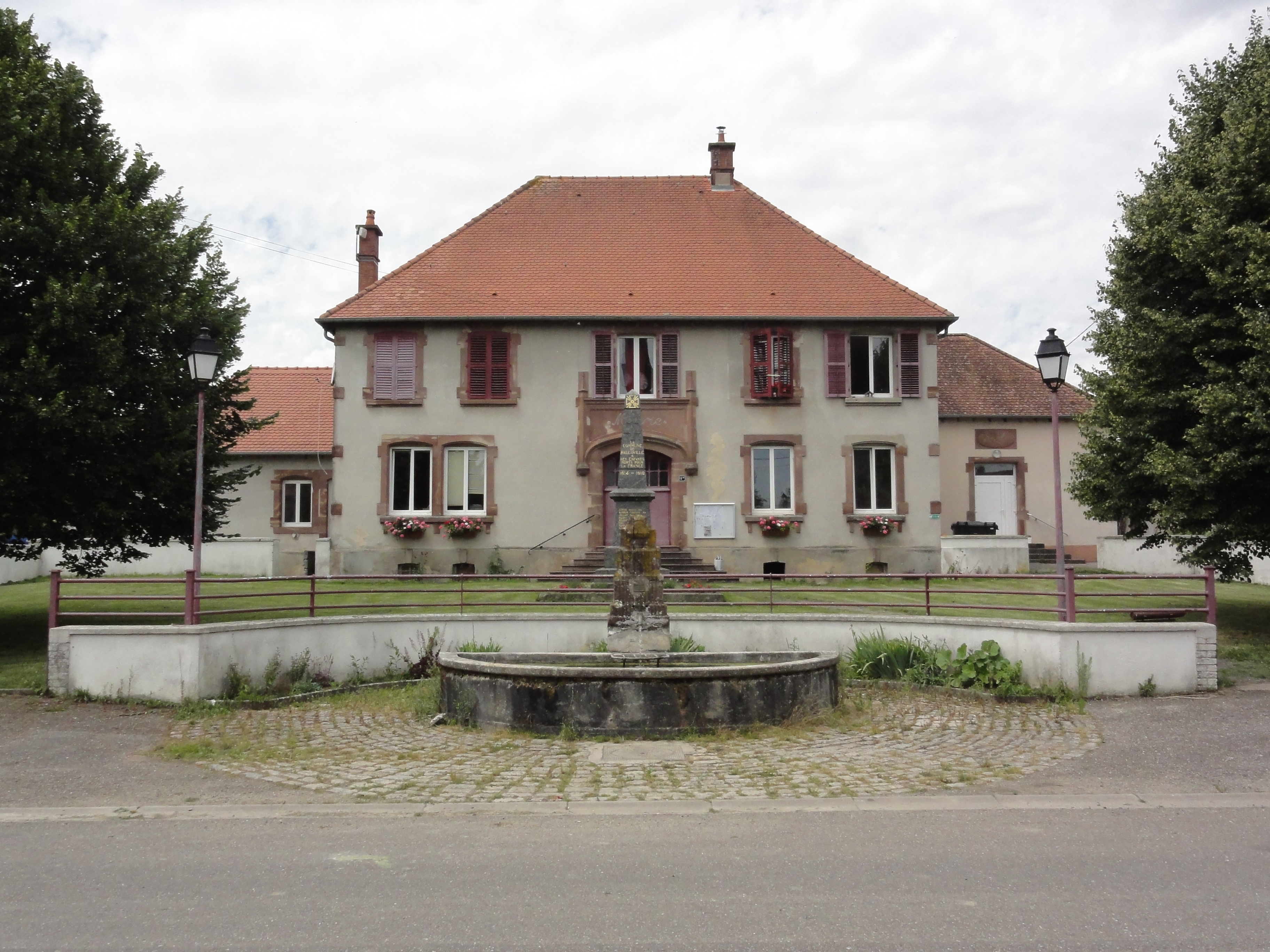
Rathaus (Mairie) der Gemeinde
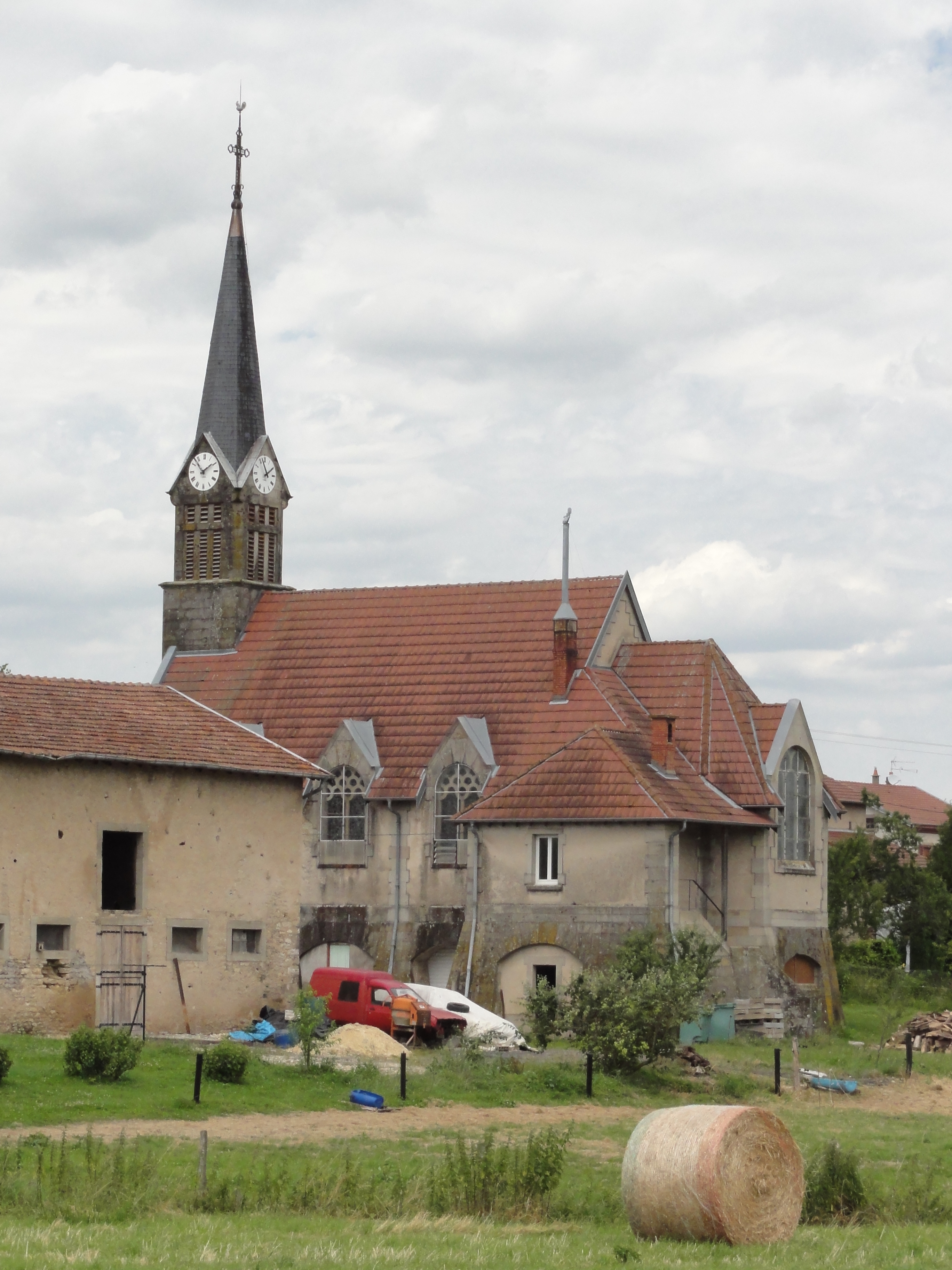
Dorfkirche Saint-Georges
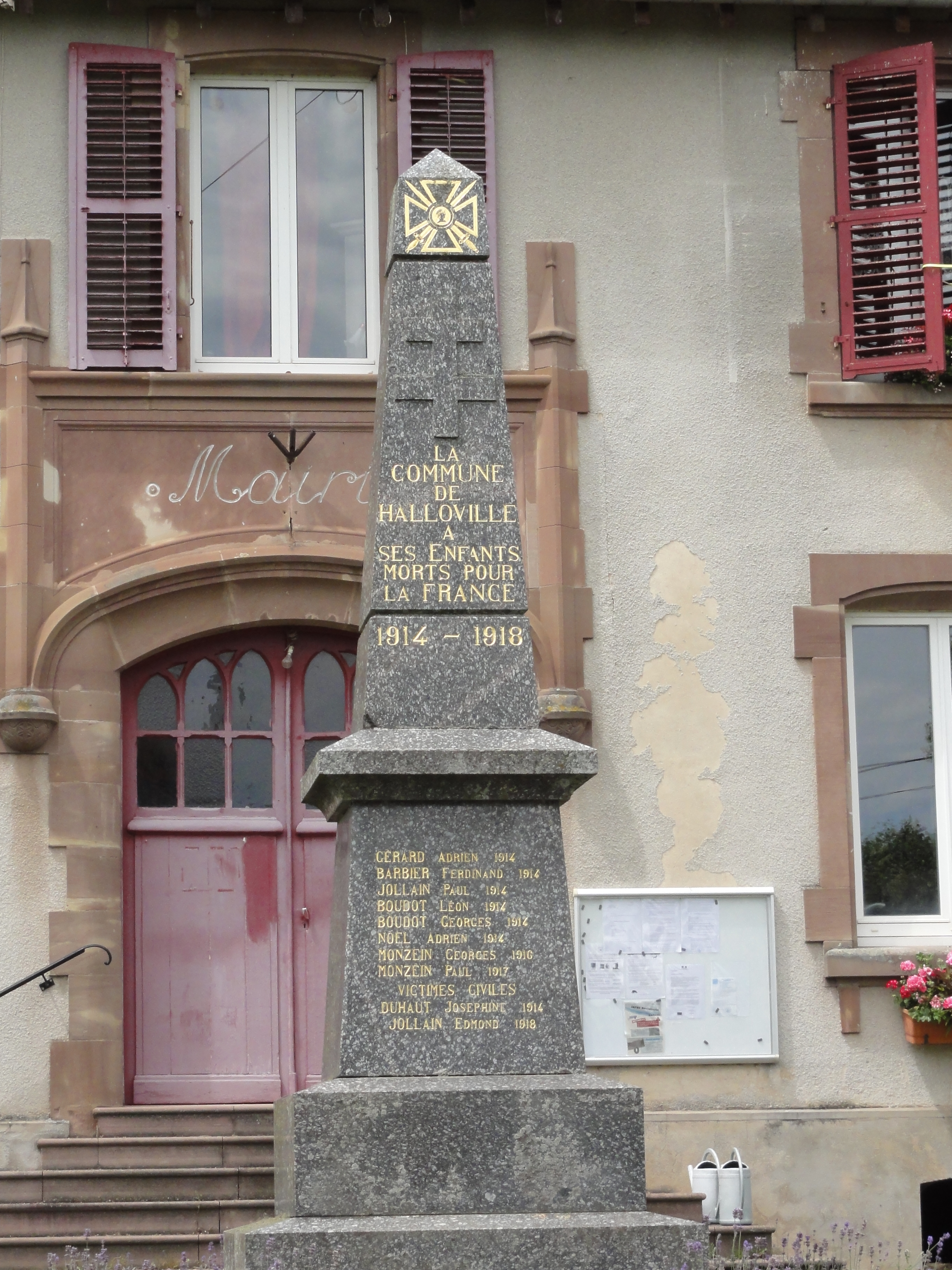
Denkmal für die Gefallenen
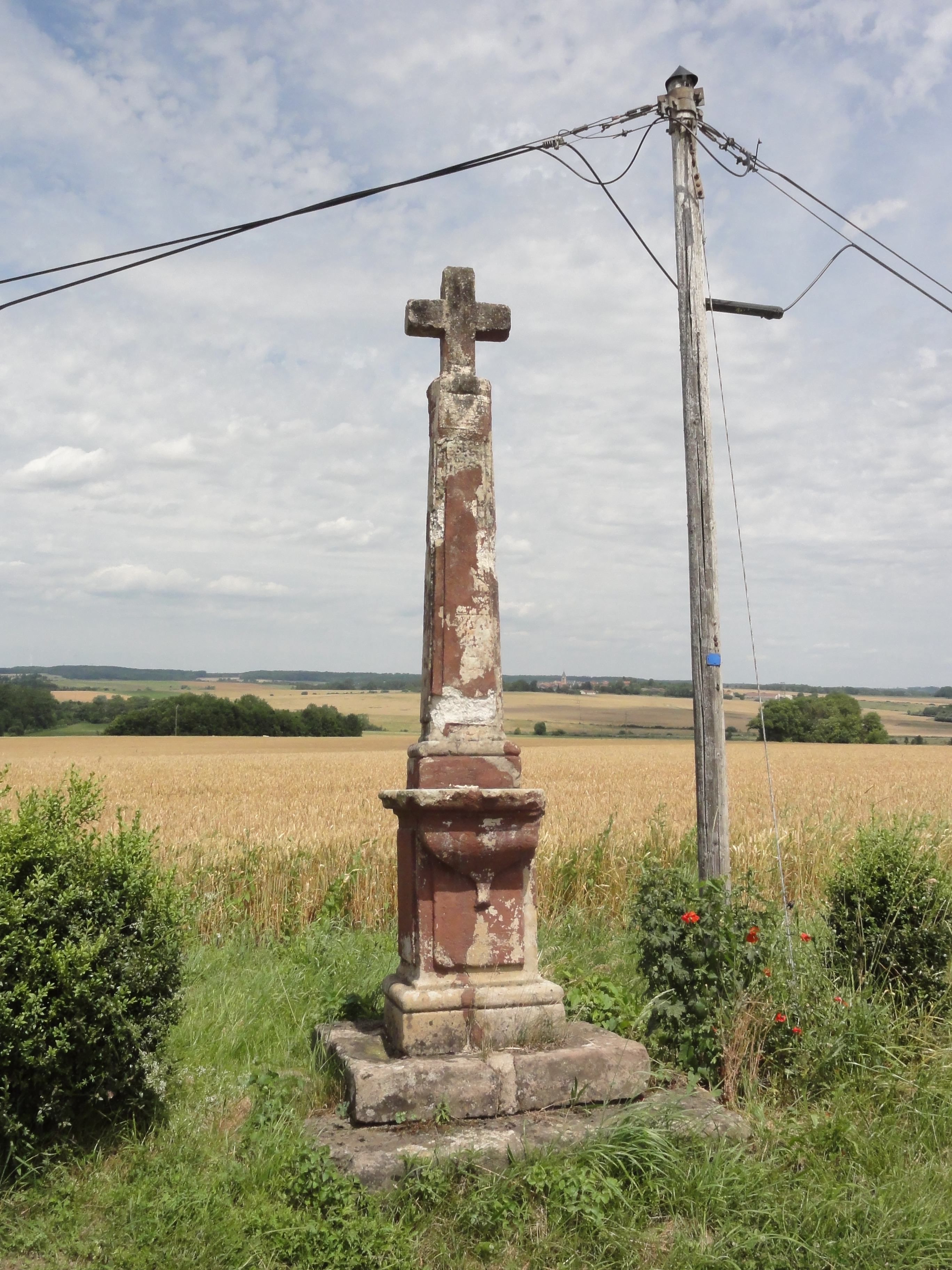
Eines der beiden Wegkreuze
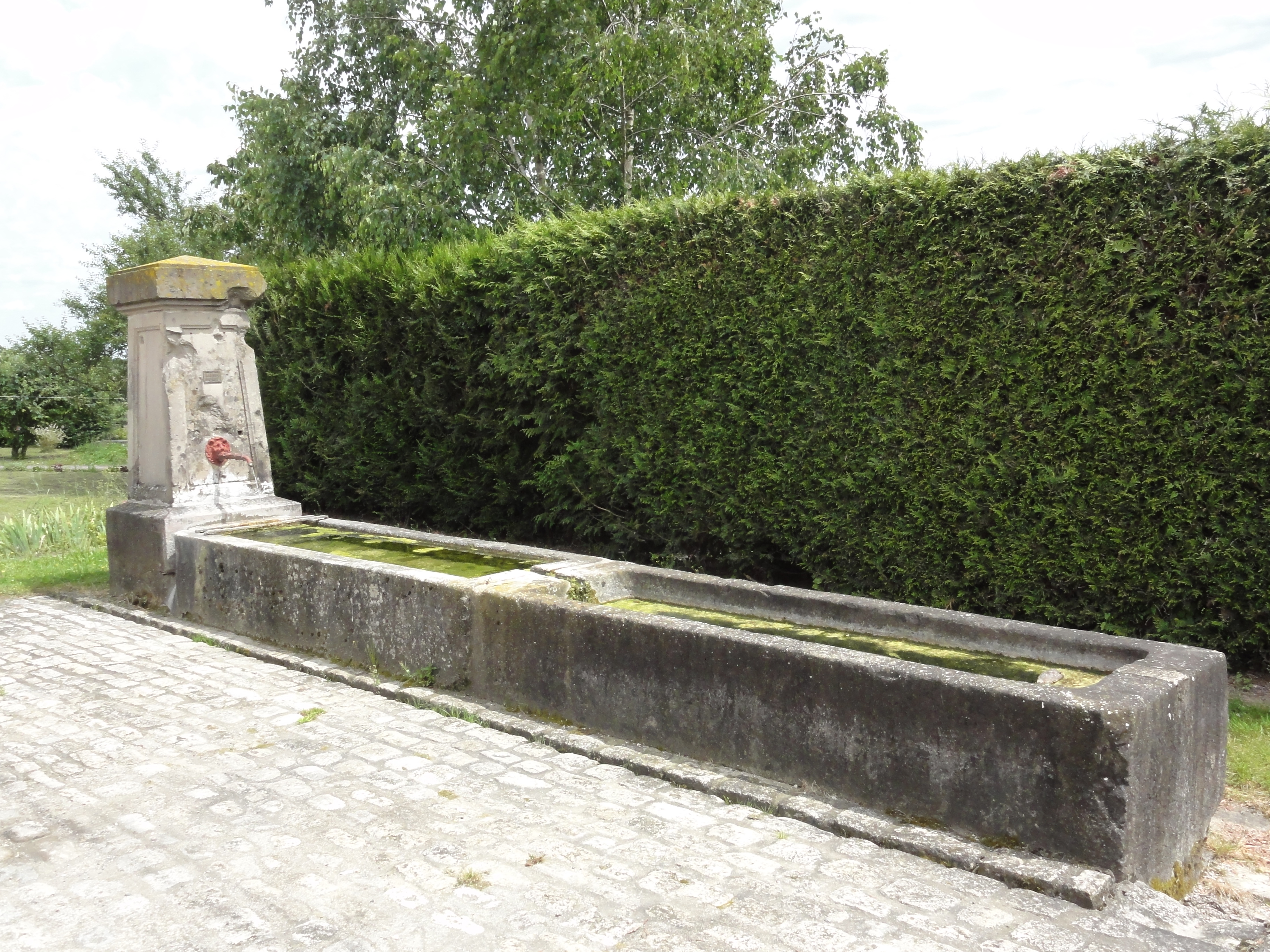
Einer von drei Dorfbrunnen
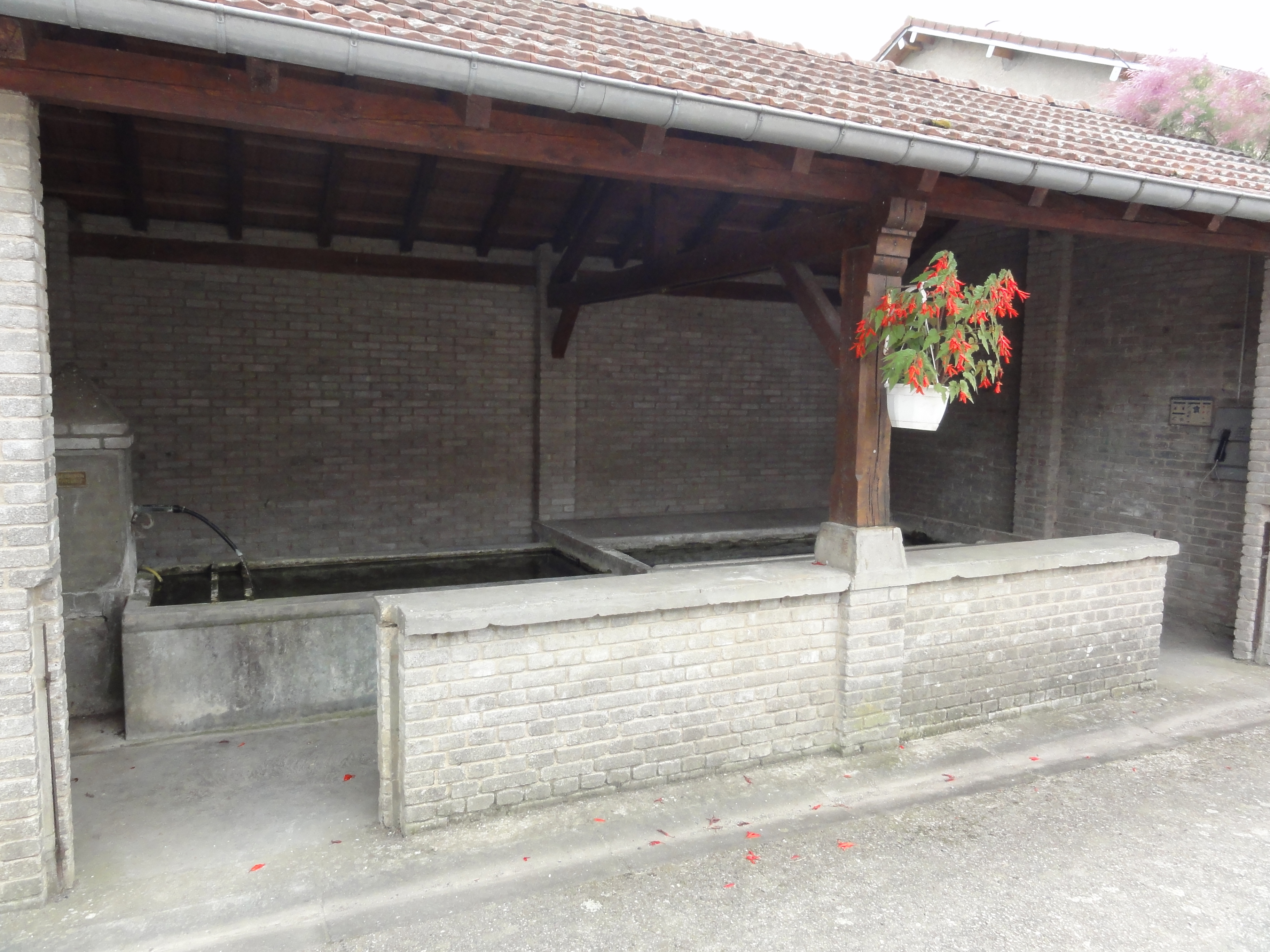
Eines der drei Lavoirs